# Phumosia wittei
Phumosia wittei este o specie de muște din genul Phumosia, familia Calliphoridae, descrisă de Zumpt în anul 1956. Conform Catalogue of Life specia Phumosia wittei nu are subspecii cunoscute.